# Wattens
Wattens – gmina targowa w Austrii, w kraju związkowym Tyrol, w powiecie Innsbruck-Land. Liczy 7703 mieszkańców (1 stycznia 2015). Leży ok. 13 km na wschód od Innsbrucka.
W gminie znajduje się muzeum-wystawa kryształów Swarovski Kristallwelten.

## Osoby

### urodzone w Wattens
- Jakub Gapp, błogosławiony Kościoła katolickiego

### związane z Wattens
- Daniel Swarovski, założyciel rozpoznawalnej w świecie marki Swarovski KG, produkującej ozdoby ze szkła kryształowego